# Campeonato Europeu Júnior de Natação de 1973
O Campeonato Europeu Júnior de Natação de 1973 foi a 4ª edição do evento organizado pela Liga Europeia de Natação (LEN). A competição foi realizada entre os dias 8 e 11 de agosto de 1973 em Leeds no Reino Unido. Foi realizado um total de 24 provas, sendo 20 de natação e quatro de saltos ornamentais. Teve como destaque a União Soviética com 23 medalhas no total.

## Participantes
- Natação: Nadadores que não tinham mais de 15 anos em 1973. Nascidos não antes de 1958.
- Saltos Ornamentais: Saltadores que não tinham mais de 16 anos em 1973. Nascidos não antes de 1957.

## Medalhistas

### Natação
Os resultados foram os seguintes. 
Masculino
| Evento          | Ouro                                   | Ouro    | Prata                                | Prata   | Bronze                              | Bronze  |
| 100 m Livre     | União Soviética · Leonid Dragunov      | 55.67   | Espanha Jorge Molet                  | 56.86   | Reino Unido · Gordon Hewit          | 57.30   |
| 400 m Livre     | União Soviética · Valentin Parinov     | 4:08.7  | Alemanha Oriental · Steffan Böhmert  | 4:17.2  | Países Baixos · Henk Elzerman       | 4:18.0  |
| 1500 m Livre    | União Soviética · Valentin Parinov     | 16:12.3 | Países Baixos · Henk Elzerman        | 16:57.5 | Alemanha Oriental · Berger          | 16:59.4 |
| 100 m Costas    | Alemanha Oriental · Michael Tauber     | 1:03.4  | Hungria · István Márton              | 1:03.7  | Hungria · János Gulyás              | 1:03.7  |
| 200 m Costas    | Alemanha Oriental · Michael Tauber     | 2:14.11 | Hungria · János Gulyás               | 2:16.31 | Reino Unido · Robert Hughes         | 2:17.49 |
| 100 m Peito     | União Soviética · Sergei Bystricky     | :'09.53 | União Soviética · Vladimir Tarasov   | 1:10.02 | Alemanha Ocidental · Peter Lang     | 1:10.96 |
| 200 m Peito     | União Soviética · Vladimir Tarasov     | 2:28.4  | União Soviética · Sergei Bystricky   | 2:30.3  | Alemanha Ocidental · Jörg Hamacher  | 2:37.4  |
| 100 m Borboleta | Alemanha Ocidental · Peter Broscienski | 1:00.67 | União Soviética · Aleksandr Gribanov | 1:01.06 | Itália · Riccardo Urbani            | 1:01.17 |
| 200 m Borboleta | União Soviética · Mikhail Gorelik      | 2:12.9  | Reino Unido · Brian Lonsdale         | 2:13.04 | Alemanha Oriental · Steffan Böhmert | 2:14.10 |
| 200 m Medley    | Alemanha Oriental · Steffan Böhmert    | 2:19.07 | Países Baixos · Ronald Woutering     | 2:20.97 | União Soviética · Anatoli Smirnov   | 2:21.02 |

Feminino
| Evento          | Ouro                                  | Ouro    | Prata                                 | Prata   | Bronze                               | Bronze  |
| 100 m Livre     | Países Baixos · Hansje Bunschoten     | 1:01.3  | União Soviética · Tamara Shelofastova | 1:02.0  | Suíça · Françoise Monod              | 1:02.0  |
| 400 m Livre     | Países Baixos · Hansje Bunschoten     | 4:29.1  | União Soviética · Tamara Shelofastova | 4:35.1  | Alemanha Oriental · Juliane Müller   | 4:35.9  |
| 800 m Livre     | Países Baixos · Hansje Bunschoten     | 9:21.1  | Países Baixos · Jose Damen            | 9:23.5  | Alemanha Oriental · Cornelia Dörr    | 9:27.6  |
| 100 m Costas    | Alemanha Ocidental · Angelika Grieser | 1:08.64 | Alemanha Oriental · Susanne Hilger    | 1:09.87 | Alemanha Ocidental · Elke Jacobs     | 1:09.87 |
| 200 m Costas    | Alemanha Ocidental · Angelika Grieser | 2:25.4  | Alemanha Oriental · Susanne Hilger    | 2:28.2  | União Soviética · Klava Studennikova | 2:29.5  |
| 100 m Peito     | União Soviética · Olga Lustakova      | 1:17.1  | Alemanha Oriental · Doris Meier       | 1:17.7  | União Soviética · Irina Rybalkina    | 1:17.7  |
| 200 m Peito     | União Soviética · Olga Lustakova      | 2:43.57 | União Soviética · Marina Urchenda     | 2:46.77 | Alemanha Oriental · Doris Meier      | 2:46.85 |
| 100 m Borboleta | Alemanha Oriental · Birgit Loos       | 1:06.10 | Reino Unido · Joanne Atkinson         | 1:06.69 | Países Baixos · Jose Damen           | 1:06.79 |
| 200 m Borboleta | União Soviética · Natasha Popova      | 2:21.27 | Países Baixos · Jose Damen            | 2:21.36 | Alemanha Oriental · Anne Leucht      | 2:24.11 |
| 200 m Medley    | Alemanha Oriental · Ulrike Tauber     | 2:26.07 | União Soviética · Natasha Popova      | 2:28.86 | União Soviética · Marina Maliutina   | 2:29.23 |

### Saltos ornamentais
Masculino
| Evento                     | Ouro                              | Ouro   | Prata                             | Prata  | Bronze                    | Bronze |
| Trampolim 3 m individual   | Alemanha Oriental · Dieter Waskow | 323.20 | Noruega · Jon Grune Vegard        | 301.20 | União Soviética · Troshin | 294.35 |
| Plataforma 10 m individual | Áustria · Nikola Stajkovic        | 264.60 | Alemanha Oriental · Dieter Waskow | 261.00 | União Soviética · Aleynik | 528.05 |

Feminino
| Evento                     | Ouro                            | Ouro   | Prata                              | Prata  | Bronze                             | Bronze |
| Trampolim 3 m individual   | União Soviética · Kalinina      | 315.30 | Alemanha Oriental · Richter        | 303.00 | Alemanha Ocidental · Ursula Möckel | 296.35 |
| Plataforma 10 m individual | Reino Unido · Beverley Williams | 243.24 | Alemanha Ocidental · Ursula Möckel | 238.70 | Alemanha Oriental · Edda Heldt     | 223.65 |

## Quadro de medalhas
| Ordem | País               | Medalha de ouro | Medalha de prata | Medalha de bronze | Total |
| ----- | ------------------ | --------------- | ---------------- | ----------------- | ----- |
| 1     | União Soviética    | 10              | 7                | 6                 | 23    |
| 2     | Alemanha Oriental  | 6               | 6                | 7                 | 19    |
| 3     | Países Baixos      | 3               | 4                | 2                 | 9     |
| 4     | Alemanha Ocidental | 3               | 1                | 4                 | 8     |
| 5     | Reino Unido        | 1               | 2                | 2                 | 5     |
| 6     | Áustria            | 1               | 0                | 0                 | 1     |
| 7     | Hungria            | 0               | 2                | 1                 | 3     |
| 8     | Espanha            | 0               | 1                | 0                 | 1     |
| 8     | Noruega            | 0               | 1                | 0                 | 1     |
| 10    | Suíça              | 0               | 0                | 1                 | 1     |
| 10    | Itália             | 0               | 0                | 1                 | 1     |
| Total | Total              | 24              | 24               | 24                | 72    |